# Mantienneïta
La mantienneïta és un mineral de la classe dels fosfats que pertany al grup de la paulkerrita. Rep el nom en honor del mineralogista francès Dr. Joseph Mantienne (n. 1929), del Bureau de Recherches Géologiques et Miniéres (BRGM) d'Orleans (França).

## Característiques
La mantienneïta és un fosfat de fórmula química KMg₂Al₂Ti(PO₄)₄(OH)₃·15H₂O. Es tracta d'una espècie aprovada per l'Associació Mineralògica Internacional, i publicada per primera vegada el 1984. Cristal·litza en el sistema ortoròmbic. La seva duresa a l'escala de Mohs és 3.
Segons la classificació de Nickel-Strunz, la mantienneïta pertany a «08.DH: Fosfats amb cations de mida mitjana i gran, (OH, etc.):RO₄ < 1:1» juntament amb els següents minerals: minyulita, leucofosfita, esfeniscidita, tinsleyita, jahnsita-(CaMnFe), jahnsita-(CaMnMg), jahnsita-(CaMnMn), keckita, rittmannita, whiteïta-(CaFeMg), whiteïta-(CaMnMg), whiteïta-(MnFeMg), jahnsita-(MnMnMn), kaluginita, jahnsita-(CaFeFe), jahnsita-(NaFeMg), jahnsita-(NaMnMg), jahnsita-(CaMgMg), manganosegelerita, overita, segelerita, wilhelmvierlingita, juonniïta, calcioferrita, kingsmountita, montgomeryita, zodacita, arseniosiderita, kolfanita, mitridatita, pararobertsita, robertsita, sailaufita, paulkerrita, benyacarita, xantoxenita, mahnertita, andyrobertsita, calcioandyrobertsita, englishita i bouazzerita.
L'exemplar que va servir per a determinar l'espècie, el que es coneix com a material tipus, es troba conservat a l'Escola Nacional de Mines de París (França).

## Formació i jaciments
Va ser descoberta a Anloua, a la regió d'Adamaua (Camerun), on es troba en forma d'esfèrules fibroses radials de fins a 1 mm. També ha estat descrita a Pinciná maar, a la regió de Banská Bystrica (Eslovàquia) i a Silbergrube, al districte de Neustadt an der Waldnaab (Baviera, Alemanya). Aquests tres indrets són els únics de tot el planeta on ha estat descrita aquesta espècie mineral.